# Michael Corbat

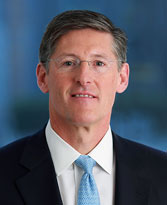
Michael Corbat (2014)

Michael L. Corbat (* 2. Mai 1960 in Bristol, Connecticut) ist ein US-amerikanischer Manager und bis Februar 2021 CEO der Citigroup.

## Leben
Corbat schloss sein Studium an der Harvard University mit einem Bachelor of Arts in Ökonomie ab, wo er auch Offensive Guard für die Footballmannschaft der Universität spielte. Corbat hat während seiner gesamten Karriere bei der Citigroup oder seinen Vorgängerfirmen gearbeitet, angefangen bei Salomon Brothers. Er war auch Leiter der Global Corporate Bank und der Global Commercial Bank von Citi und CEO des Global Wealth Management von Citi (bestehend aus Smith Barney und der Citi Private Bank). Als CEO von Citi Holdings war er für die Veräußerung eines Portfolios von nicht zum Kerngeschäft gehörenden Geschäftsbereichen und Vermögenswerten nach der Finanzkrise von 2008 und für die Teilnahme von Citi am Troubled Asset Relief Programm verantwortlich. Später war er CEO für Europa, den Nahen Osten und Afrika (EMEA), wo er alle Citi-Aktivitäten in der Region leitete. Im Oktober 2012 wurde Mike Corbat nach dem Rücktritt von Vikram Pandit zum CEO der Citigroup ernannt. 2017 betrug seine Vergütung 23 Millionen US-Dollar.

## Privates
Corbat ist verheiratet und Vater von zwei Kindern.